# Suzuran
Le Suzuran (すずらん, Suzuran) est un ferry rapide de la compagnie japonaise Shin Nihonkai Ferry. Construit entre 2011 et 2012 aux chantiers Mitsubishi Heavy Industries de Nagasaki, il navigue depuis juillet 2012 en mer du Japon sur les liaisons entre les îles d'Honshū et d'Hokkaidō.

## Histoire

### Origines et construction
Au début des années 2010, la compagnie Shin Nihonkai Ferry envisage la construction de deux nouveaux navires jumeaux destinés à remplacer le Suzuran et le Suisen, en service depuis 1996 entre Tsuruga et Tomakomai. Également baptisés Suzuran et Suisen, les futurs navires sont conçus sur la base des sister-ships Hamanasu et Akashia avec une longueur totale de 224 mètres. Leur appareil propulsif est aussi inspiré de la précédente paire avec un système hybride couplant une hélice classique et un pod. La capacité d'emport est, selon la tendance du marché, arrêtée à 610 passagers, ce qui est malgré tout supérieur aux anciens Suzuran et Suisen et le confort des installations est accru par rapport à ces derniers. Avec une capacité de 158 remorques, les futurs navires augmentent ainsi l'offre adressée aux transporteurs routiers.
Commandés en février 2011, la construction des deux navires débute simultanément à Nagasaki au mois de juin, ceci étant possible grâce à l'inauguration du site de Koyaki. Le Suzuran et le Suisen sont mis à l'eau le même jour, le 27 janvier 2012, au cours d'une double cérémonie, puis sont achevés les mois suivants. Le Suzuran est livré à Shin Nihonkai Ferry le 29 juin.

### Service
Le Suzuran est mis en service le 1er juillet 2012 entre Tsuruga et Tomakomai. 
Le 31 août 2015 vers 17h15, le navire viens porter assistance au cargo mixte Sunflower Daisetsu, victime d'un incendie alors qu'il se situe à 55 kilomètres au large de Tomakomai. Il recueille à son bord 33 passagers qui sont débarqués à Tomakomai.
Durant son arrêt technique effectué aux chantiers Mitsubishi Heavy Industries de Yokohama entre février et mars 2020, le navire se voit ajouter des épurateurs de fumées, communément appelés scrubbers, visant à réduire ses émissions de soufre. En conséquence, la cheminée est légèrement modifiée et agrandie afin d'y installer le dispositif.

## Aménagements
Le Suzuran possède 9 ponts. Si le navire s'étend en réalité sur 11 ponts, deux d'entre eux sont inexistants au niveau des garages afin de permettre au navire de transporter du fret. Du point de vue commercial, la numérotation des ponts débute à partir du pont garage inférieur (correspondant au pont 1). Les locaux passagers occupent les ponts 4, 5 et 6 tandis que l'arrière du pont 4 est consacré à l'équipage. Les ponts 0, 1, 2 et 3 abritent quant à eux les garages.

### Locaux communs
Les installations du Suzuran se situent pour la plupart à l'arrière du pont 5. Les passagers ont à leur disposition un restaurant, un grill, un café ainsi qu'un espace extérieur. 
Parmi les installations se trouve :
- Le café Triano : le bar principal du navire situé au milieu du pont 5 ;
- Le restaurant Provence : restaurant du navire situé à la poupe au pont 5 ;
- Le grill Margaux : situé à bâbord vers l'arrière au pont 5.
- Le salon Arc-En-Ciel : situé à l'avant au pont 5, offre une vue sur la navigation.
- Le fumoir Tōkiheisa : salon fumeur situé à l'avant au pont 4.

En plus de ces principaux aménagements, le navire propose également sur le pont 6 deux bains publics avec vue sur la mer (appelés sentō), l'un pour les hommes à tribord, l'autre pour les femmes à bâbord, sur le pont 4 une boutique, une salle de jeux vidéos ainsi qu'une salle de sport.

### Cabines
À bord du Suzuran, les cabines sont répartis en quatre catégories selon le niveau de confort. Ainsi, le navire est équipé de quatre suites d'une capacité de deux personnes, 19 cabines luxe à deux de catégorie A et 6 à trois, 36 cabines de catégorie A à deux, 20 à trois et 16 à quatre, deux dortoirs non mixtes à douze places, 14 dortoirs à dix places et cinq à 26 places ainsi qu'un de style japonais à 29 places.

## Caractéristiques
Le Suzuran mesure 224,50 mètres de long pour 26 mètres de large, son tonnage est de 17 382 UMS (ce qui n'est pas exact, le tonnage des car-ferries japonais étant défini sur des critères différents, le véritable tonnage du navire est de 34 326 UMS). Il peut embarquer 613 passagers et possède un spacieux garage pouvant embarquer 158 remorques et 58 véhicules. Le garage est accessible par l'arrière au moyen d'une porte rampe latérale à tribord au niveau du garage inférieur et d'une rampe axiale. La propulsion du Suzuran est assurée par deux moteurs diesel Wärtsilä 12V38C développant une puissance de 17 400 kW entrainant une hélices à pas variables. Le reste de la puissance est transmise à un pod CRP, permettant au navire d'atteindre une vitesse de 27,5 nœuds. Il est en outre doté de deux propulseurs d'étrave ainsi qu'un stabilisateur anti-roulis. Les dispositifs de sécurité sont essentiellement composés de radeaux de sauvetage mais aussi d'une embarcation semi-rigide de secours. Depuis 2020, le Suzuran est équipé de scrubbers, dispositifs d'épuration des fumées rejetées par les cheminées réduisant ainsi les émissions de soufre.

## Lignes desservies
Depuis sa mise en service, le Suzuran est affecté principalement entre Tsuruga et Tomakomai. 